# Hugh Grant

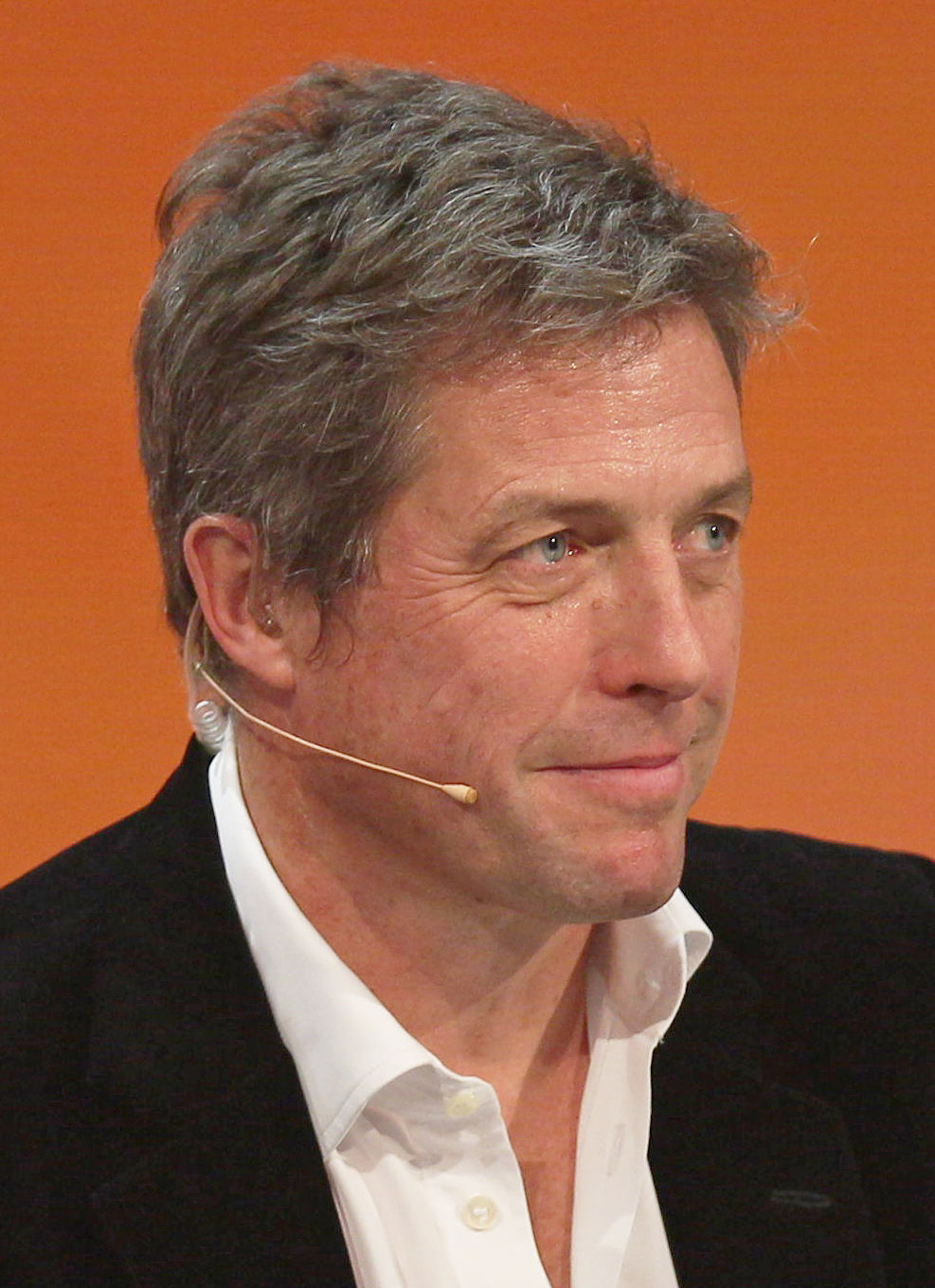
Hugh Grant (2014)

Hugh John Mungo Grant [çjuː ˈgrɑːnt] (* 9. September 1960 in Hammersmith, London) ist ein britischer Schauspieler, der vor allem durch erfolgreiche Liebeskomödien bekannt wurde.

## Leben
Grant wurde 1960 als Sohn eines Offiziers und einer Lehrerin geboren. Er wuchs mit seinem Bruder James in Chiswick im Stadtbezirk Hounslow im Westen Londons auf. Als Neunjähriger bekam er Klavierunterricht von Andrew Lloyd Webbers Mutter. Nach dem Abschluss der Schule erhielt er ein Stipendium in Oxford, wo er am New College Anglistik studierte; sein Berufswunsch war Kunsthistoriker. In der Theatergruppe des Colleges sammelte er erste schauspielerische Erfahrungen und entschloss sich, nach seinem Examen professionellen Schauspielunterricht zu nehmen.
Sein Kinodebüt gab Grant 1982 in Privileged. Seine erste Fernsehrolle erhielt er 1985. Weitere diverse Rollen in Film und Fernsehen folgten ohne größeren Erfolg. Mit dem Film Maurice wurde er 1987 in England als Schauspieler bekannt.
Der Film Vier Hochzeiten und ein Todesfall verhalf ihm 1994 zum internationalen Durchbruch, der wiederum zur Bekanntheit seiner langjährigen Freundin, der Schauspielerin Liz Hurley, beitrug.
1995 geriet Grant in die Schlagzeilen der Boulevardzeitungen. Er hatte die Prostituierte Divine Brown in sein Auto eingeladen und war mit ihr von Polizisten beim Sex in der Öffentlichkeit ertappt und festgenommen worden.
Nachdem er drei Jahre keine Rolle mehr gespielt hatte, landete er 1999 einen großen Erfolg mit der Komödie Notting Hill, in der er an der Seite von Julia Roberts spielte. Es folgten zahlreiche, für Grant typische Liebesfilme mit optimistischem Charakter, darunter Bridget Jones – Schokolade zum Frühstück im Jahr 2001 und Tatsächlich… Liebe im Jahr 2003. Er erhielt den Ehrenpreis bei der César-Verleihung 2006, dem wichtigsten jährlichen französischen Filmpreis.
Als Opfer im News-International-Skandal trat er bei Parteiveranstaltungen der Labour Party und der Liberaldemokraten als Redner auf.
Mit der Chinesin Tinglan Hong hat Grant eine Tochter (* September 2011) und einen Sohn (* Dezember 2012). Im Mai 2018 heiratete er die schwedische TV-Produzentin Anna Eberstein, mit der er einen weiteren Sohn (* September 2012) und zwei Töchter (* Dezember 2015, * 2018) hat.
Grant ist überzeugter Brexit-Gegner und griff den britischen Premierminister Boris Johnson, der den Brexit unterstützt, in scharfen Worten an.
Grant ist ambitionierter Tennisspieler, Golfspieler mit Handicap 7 und Fan des Londoner Fußballclubs FC Fulham.

## Theater
- An Inspector Calls, Royal Exchange Theatre Manchester (Regie: Richard Wilson)

## Filmografie (Auswahl)
- 1982: Privileged
- 1985: The Last Place on Earth (Fernsehserie, sechs Folgen)
- 1987: Die letzten Tage in Kenya (White Mischief)
- 1987: Maurice
- 1988: Der Fremde am Strand (The Dawning)
- 1988: Der Biss der Schlangenfrau (The Lair of the White Worm)
- 1988: Remando al viento
- 1988: Die bengalische Nacht (La Nuit Bengali)
- 1989: Silver Blade (The Lady and the Highwayman) (Fernsehfilm)
- 1989: Die Champagner-Dynastie (Till We Meet Again) (Fernseh-Mehrteiler)
- 1990: Big Man (The Big Man)
- 1991: Verliebt in Chopin (Impromptu)
- 1991: The Trials of Oz (Fernsehfilm)
- 1991: Laß mich nicht alleine, Mutter! (Our Sons) (Fernsehfilm)
- 1992: Bitter Moon
- 1993: Night Train to Venice
- 1993: Was vom Tage übrig blieb (The Remains of the Day)
- 1994: The Changeling (Fernsehfilm)
- 1994: Vier Hochzeiten und ein Todesfall (Four Weddings and a Funeral)
- 1994: Verführung der Sirenen (Sirens)
- 1995: Eine sachliche Romanze (An Awfully Big Adventure)
- 1995: Der Engländer, der auf einen Hügel stieg und von einem Berg herunterkam (The Englishman Who Went Up a Hill But Came Down a Mountain)
- 1995: Nine Months
- 1995: Sinn und Sinnlichkeit (Sense and Sensibility)
- 1995: Restoration – Zeit der Sinnlichkeit (Restoration)
- 1996: Extrem… mit allen Mitteln (Extreme Measures)
- 1999: Notting Hill
- 1999: Mickey Blue Eyes
- 1999: Doctor Who: The Curse of Fatal Death (Kurzfilm)
- 2000: Schmalspurganoven (Small Time Crooks)
- 2001: Bridget Jones – Schokolade zum Frühstück (Bridget Jones’s Diary)
- 2002: About a Boy oder: Der Tag der toten Ente (About a Boy)
- 2002: Ein Chef zum Verlieben (Two Weeks Notice)
- 2003: Tatsächlich… Liebe (Love Actually)
- 2004: Bridget Jones – Am Rande des Wahnsinns (Bridget Jones: The Edge of Reason)
- 2005: Hilfe, bei mir wird renoviert (Travaux, on sait quand ça commence …)
- 2006: American Dreamz – Alles nur Show (American Dreamz)
- 2007: Mitten ins Herz – Ein Song für dich (Music and Lyrics)
- 2009: Haben Sie das von den Morgans gehört? (Did You Hear About the Morgans?)
- 2012: Die Piraten! – Ein Haufen merkwürdiger Typen (The Pirates! In an Adventure with Scientists) (Stimme)
- 2012: Cloud Atlas
- 2014: Wie schreibt man Liebe? (The Rewrite)
- 2015: Codename U.N.C.L.E. (The Man from U.N.C.L.E.)
- 2016: Florence Foster Jenkins
- 2017: Red Nose Day Actually (Kurzfilm)
- 2017: Paddington 2
- 2018: A Very English Scandal (Fernsehserie, drei Folgen)
- 2019: One Red Nose Day and a Wedding (Kurzfilm)
- 2019: The Gentlemen
- 2020: The Undoing (Miniserie, sechs Folgen)
- 2022: Operation Fortune (Operation Fortune: Ruse de Guerre)
- 2022: Glass Onion: A Knives Out Mystery
- 2023: Dungeons & Dragons: Ehre unter Dieben (Dungeons & Dragons: Honor Among Thieves)
- 2023: Wonka
- 2024: The Regime (Miniserie)
- 2024: Unfrosted
- 2024: Heretic
- 2025: Bridget Jones – Verrückt nach ihm (Bridget Jones: Mad About the Boy)

## Auszeichnungen (Auswahl)
BAFTA Award

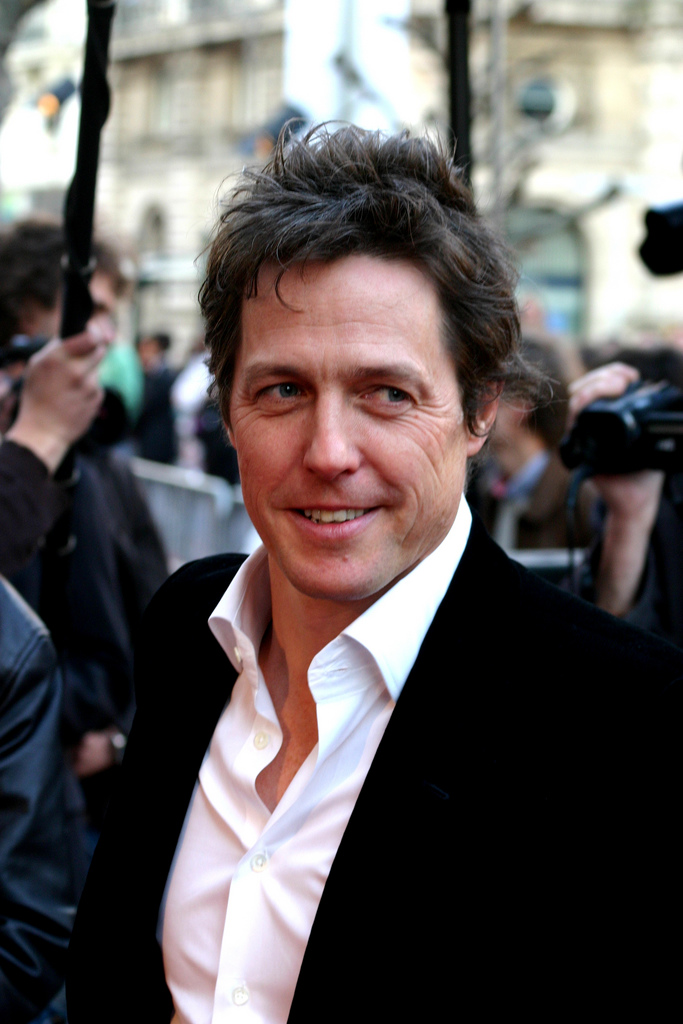
Hugh Grant (2008)

- 1995: Bester Hauptdarsteller für Vier Hochzeiten und ein Todesfall
- 2017: Nominierung in der Kategorie Bester Nebendarsteller für Florence Foster Jenkins
- 2018: Nominierung in der Kategorie Bester Nebendarsteller für Paddington 2
- 2019: Nominierung in der Kategorie Bester Fernsehdarsteller für A Very English Scandal

Emmy
- 2019: Nominierung in der Kategorie Bester Hauptdarsteller in einer Miniserie oder einem Fernsehfilm für A Very English Scandal
- 2021: Nominierung in der Kategorie Bester Hauptdarsteller in einer Miniserie oder einem Fernsehfilm für The Undoing

Europäischer Filmpreis
- 2001: Nominierung für den Jameson-Publikumspreis in der Kategorie Bester Darsteller für Bridget Jones – Schokolade zum Frühstück
- 2004: Nominierung für den Jameson-Publikumspreis in der Kategorie Bester Darsteller für Tatsächlich… Liebe
- 2016: Nominierung in der Kategorie Bester Darsteller für Florence Foster Jenkins

Evening Standard British Film Award
- 1995: Peter-Sellers-Preis für Vier Hochzeiten und ein Todesfall
- 2002: Peter-Sellers-Preis für Bridget Jones – Schokolade zum Frühstück
- 2017: Bester Darsteller für Florence Foster Jenkins
- 2018: Nominierung in der Kategorie Bester Nebendarsteller für Paddington 2

Golden Globe Award
- 1995: Bester Hauptdarsteller – Komödie oder Musical für Vier Hochzeiten und ein Todesfall
- 2000: Nominierung in der Kategorie Bester Hauptdarsteller – Komödie oder Musical für Notting Hill
- 2003: Nominierung in der Kategorie Bester Hauptdarsteller – Komödie oder Musical für About a Boy oder: Der Tag der toten Ente
- 2017: Nominierung in der Kategorie Bester Hauptdarsteller – Komödie oder Musical für Florence Foster Jenkins
- 2019: Nominierung in der Kategorie Bester Hauptdarsteller – Mini-Serie oder TV-Film für A Very English Scandal
- 2021: Nominierung in der Kategorie Bester Hauptdarsteller – Mini-Serie oder TV-Film für The Undoing
- 2025: Nominierung in der Kategorie Bester Hauptdarsteller – Komödie oder Musical für Heretic

London Critics’ Circle Film Award
- 1995: Spezialpreis für Vier Hochzeiten und ein Todesfall
- 2003: Bester britischer Darsteller für About a Boy oder: Der Tag der toten Ente
- 2017: Nominierung in der Kategorie Bester britischer Darsteller für Florence Foster Jenkins
- 2018: Bester Nebendarsteller für Paddington 2

Screen Actors Guild Award
- 1996: Nominierung in der Kategorie Bestes Schauspielensemble für Sinn und Sinnlichkeit
- 2017: Nominierung in der Kategorie Bester Nebendarsteller für Florence Foster Jenkins
- 2019: Nominierung in der Kategorie Bester Darsteller in einem Fernsehfilm oder Miniserie für A Very English Scandal
- 2021: Nominierung in der Kategorie Bester Darsteller in einem Fernsehfilm oder Miniserie für The Undoing

Weitere
- 1987: Bester Darsteller zusammen mit James Wilby bei den Internationalen Filmfestspielen von Venedig für Maurice
- 1995: Nominierung für den David di Donatello in der Kategorie Bester ausländischer Darsteller für Vier Hochzeiten und ein Todesfall
- 2000: Empire Award in der Kategorie Bester britischer Darsteller für Notting Hill
- 2003: Empire Award in der Kategorie Bester britischer Darsteller für About a Boy oder: Der Tag der toten Ente
- 2003: Goldene Kamera in der Kategorie Bester Schauspieler – International für About a Boy oder: Der Tag der toten Ente
- 2006: Ehren-César für das Lebenswerk
- 2016: Golden Icon Award des Zurich Film Festival

## Synchronstimme
Hugh Grants Standardsprecher für die deutschsprachige Synchronisation ist seit 1991 Patrick Winczewski. Im Jahr 1995 wurde er in seinen Filmen nur von Uwe Büschken gesprochen.